# وابستگی ساختار–فعالیت
وابستگی ساختار–فعالیت(به انگلیسی: Structure–activity relationship) به شکل مخفف (SAR)، رابطه بین ساختار شیمیایی یک مولکول و فعالیت زیستی آن است. این ایده برای اولین بار توسط کرام-براون و فرایزر در سال ۱۸۶۵ ارائه شد. تجزیه و تحلیل SAR امکان تعیین گروه شیمیایی مسئول برانگیختن یک اثر زیستی در اندام زنده هدف را فراهم می‌کند. این واقعیت اجازه می‌دهد تا اثر یا قدرت یک ترکیب زیست‌فعال (معمولاً یک دارو) با تغییر ساختار شیمیایی آن اصلاح شود. شیمیدان‌های دارویی از تکنیک‌های سنتز شیمیایی برای وارد کردن گروه‌های شیمیایی جدید به ترکیب زیست‌دارویی و آزمایش تغییرات برای اثرات زیستی آن‌ها استفاده می‌کنند.
این روش برای ایجاد روابط ریاضی بین ساختار شیمیایی و فعالیت زیستیی، که به عنوان روابط ساختار-فعالیت کمی (QSAR) شناخته می‌شود، اصلاح شد. یک اصطلاح مرتبط، وابستگی میل ساختاری (SAFIR) است.

## همچنین ببینید
- شیمی ترکیبی
- رابطه کمی ساختار-فعالیت
- داروبر